# کلاس (فیلم)
کلاس یا در میان دیوارها (به فرانسوی: Entre les murs) فیلمی فرانسوی در ژانر درام  است ساختهٔ لوران کانته که جایزهٔ نخل طلای جشنواره فیلم کن را در ۲۰۰۸ برده‌است. کارگردان آن لوران کانته می‌گوید: «این فیلم را تحت تأثیر سینمای عباس کیارستمی ساخته‌ام». منبع اقتباس این فیلم یک رمان فرانسوی به همین نام از فرانسوا بگودو (به فرانسوی: François Bégaudeau) است.

## داستان
داستان در یک کلاس درس فرانسه اتفاق می‌افتد که تازه ترم پاییزی را شروع کرده‌اند. معلم کلاس شخصیتی است که می‌خواهد کلاس را با دموکراسی کامل بگرداند و حرفی نیز از نژادپرستی و این گونه صحبت‌ها به وسط نکشد.
در میانهٔ کار معلم به نتیجه می‌رسد که از بچه‌ها بخواهد که صورت خود را آن گونه که در ذهن دارند توضیح دهند. معلم‌های دیگر نیز از درس نخواندن بچه‌ها مرتباً شکایت می‌کنند. اینجا از همه مهم‌تر، سلیمان به چشم می‌زند که انگاری از درس و مشق افتاده‌است و حال معلم درس فرانسه می‌کوشد تا با راه کارهای خود او را به درس بازگرداند.
فیلم روایت نژادهای گوناگون است که در فرانسه وجود دارد و حال در جامعه‌ای کوچک مورد بررسی ما قرار گرفته‌اند.
در اواخر فیلم سلیمان از معلم شکایت می‌کند که چرا در جلسه به او حمله کرده‌است و از او بدگویی‌هایی انجام داده‌است. معلم امتناع می‌کند اما سلیمان اعتراف می‌کند که قضیه را از نمایندگان کلاس شنیده‌است.
معلم به نمایندگان کلاس فحش می‌دهد و نمایندگان کلاس نیز آن را توهین می‌دانند ولی معلم از این که آن فحش‌ها توهین باشند امتناع می‌کند، ولی سلیمان به دفاع از دخترها می‌پردازد به همین دلیل از کلاس بیرون می‌رود ولی معلم جلوی او را می‌گیرد و باعث می‌شود کیف سلیمان به صورت یکی از دخترهای برخورد کند.
در آخر این قضیه به اخراج سلیمان کشیده می‌شود.

## بازیگران
- بوراک اوزیلماز: بوراک
- بوباکار توره: بوباکار (که مارین را به همجنسگرا بودن متهم می کند.)
- کارل نانور: کارل (که از مدرسه قبلی خود اخراج شده است.)
- اسمرالدا کورتانی: اسمرالدا
- فرانک کیتا: سلیمان
- فرانسوا بگودو: فرانسوا مارین ، معلم کلاس زبان فرانسه
- جین میشل سیمون: مدیر مدرسه
- لوئیس گرینبرگ: لوئیس
- راشل ریگولر: خومبا
- هنریت کساروهاندا: هنریت (دختر ساکت که می گوید چیزی یاد نگرفته است.)
- وینسنت رابرت: حراو
- والری بنگیگی